# Austroclima jollyae
Austroclima jollyae är en dagsländeart som beskrevs av Towns och Peters 1979. Austroclima jollyae ingår i släktet Austroclima och familjen starrdagsländor. Inga underarter finns listade i Catalogue of Life.